# جبهة التحرير الشعبية (إسبانيا)
جبهة التحرير الشعبية الإسبانية كانت جماعة معارضة سرية مناهضة للفرانكو في إسبانيا 1958-1969. أسسها جوليو سيرون. من بين الشخصيات التي انضمت إلى الحزب خوسيه لويس ليل وباسكوال مارغال وخوسيه بيدرو بيريز لوركا وميغيل روكا. برز حزب العمال التقدمي كرد فعل على الصعوبات التي يواجهها اليسار التقليدي في إقامة موطئ قدم داخل إسبانيا. استلهم حزب العمال الديمقراطي من تطور الأحزاب الاشتراكية اليسارية في فرنسا وإيطاليا، وتأثر بحركات اليسار الجديد والعالم الثالث. كان المرجع الكتالوني للأيدولوجيا هو الجبهة العمالية في كاتالونيا وكان مرجعها الباسكي اتحاد الباسك الاشتراكي.
في عام 1962 كانت هناك حملة قمع ضد الجبهة، واعتقلت الشرطة حوالي مائة من مقاتليها.
في عام 1969 قُتل الطالب وعضو الحزب إنريكي روانو كازانوفا على يد الشرطة السياسية أثناء اعتقاله، مما تسبب في موجة من المظاهرات والإضرابات في جامعات إسبانيا. بسبب الاحتجاجات أعلن النظام حالة الاستثناء في 24 يناير 1969.